# 彫師
彫師（ほりし）は、浮世絵版画にて、板木を起こす職人のこと。広義には彫刻師や入れ墨師も指すが、本項では、多色摺り浮世絵、錦絵での彫師の仕事について説明する。

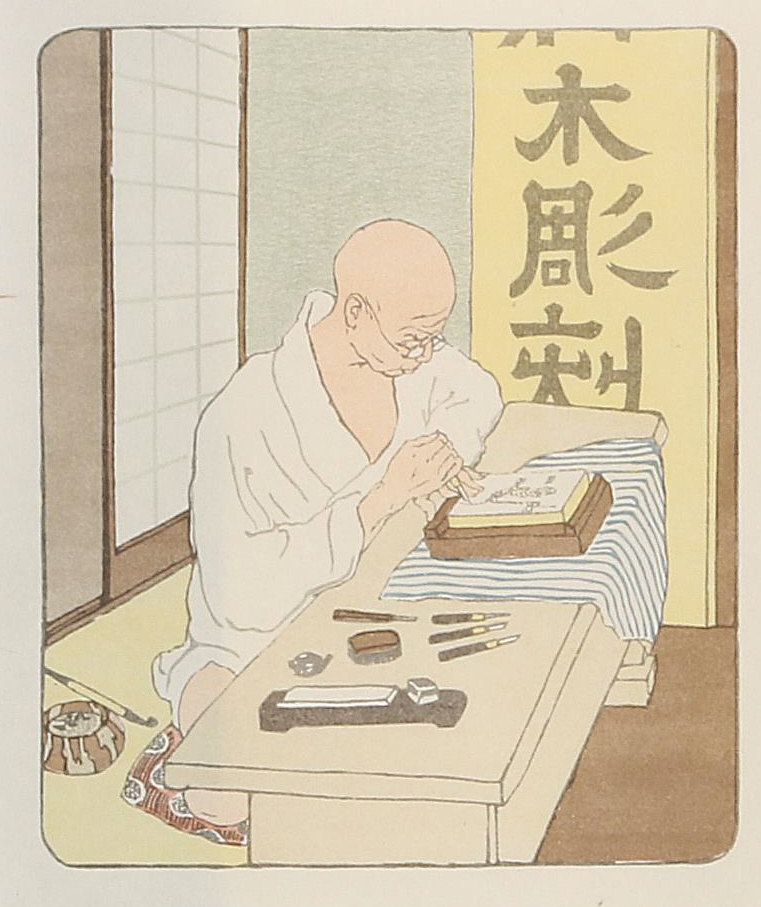
エミール・オルリック「日本の彫師」1901年（明治34年）

## 概要
絵師が描き、版元のチェック、及び版元業者の検閲を通って「改印（あらためいん）」を捺された、輪郭線のみの版下が、彫師に届く。それを糊付けした版木に裏返しに貼る。そうしないと完成品が鏡像、つまり裏返しになってしまうからである。その後版木を日陰干して、線を見やすくするため、糊が効いていない和紙の上部を剥ぎ取ったうえで、彫る。
木版画は凸版印刷なので、顔料を乗せたい箇所を彫り残す。よって、輪郭線の両側を小刀で彫り込んだうえで、それ以外の不要な部分を各種鑿で浚う。「毛割」（けわり）もしくは「毛彫り」と呼ばれる、髪の生え際のような細かい箇所は、絵師の指定ではなく、彫師に任せることが多い。
また多色摺をする際に、紙がずれないよう、「見当」（けんとう）と呼ばれる、目印を2か所、手前側の左右いづれかの端を矩形に、および逆側の端を水平に彫り残す。出来上がった版木を「主版」（おもはん）と呼ぶ。これを摺ったものを「校合摺り」（きょうごうずり）と呼ぶ。これを10ないし20枚摺って、絵師に戻す。校合摺りは摺師ではなく、彫師が行うことが多い。絵師は校合摺りに、その色にする箇所を朱で囲い、色指定をする。1色ごとに一枚の校合摺りを用いて指定する。そして再び彫師に戻す。これをもとに彫師は、色版を彫る。1枚の版木にではなく、色ごとに版木を分けて彫る。ただし、面積の狭い色の場合は、1枚に複数色を含めることもある。全ての色版が出来たら、あとは摺師の仕事である。